# Friesodielsia calycina
Friesodielsia calycina är en kirimojaväxtart som först beskrevs av George King, och fick sitt nu gällande namn av Cornelis Gijsbert Gerrit Jan van Steenis. Friesodielsia calycina ingår i släktet Friesodielsia och familjen kirimojaväxter. Inga underarter finns listade i Catalogue of Life.